# Natale De Carolis
Natale De Carolis (Anagni, 25 luglio 1957) è un baritono italiano.

## Biografia
Iniziò lo studio del canto con Renato Guelfi, proseguendolo con Maria Vittoria Romano. 
Debuttò nel 1983 al Festival dei Due Mondi di Spoleto nel ruolo di Don Basilio nel Barbiere di Siviglia di Rossini.
Nel novembre 1986 è Figaro ne Le nozze di Figaro con Paolo Coni al Teatro Donizetti di Bergamo e nel giugno 1987 Antinoo ne Il ritorno d'Ulisse in patria diretto da Bruno Bartoletti con James King (tenore) e Luca Canonici al Teatro Comunale di Firenze.
L'apparizione che lo portò alla ribalta fu quella nel ruolo di Masetto nel Don Giovanni di Mozart alla Scala di Milano, il 7 dicembre in occasione della serata d'inaugurazione della stagione 1987/1988, sotto la direzione di Riccardo Muti con Edita Gruberová, Francisco Araiza, Thomas Allen e Claudio Desderi; da allora i suoi repertori d'elezione si sono confermati quello mozartiano e quello rossiniano.
Nel 1989 a Venezia è Argante in Rinaldo (opera) con Cecilia Gasdia, Marilyn Horne, Ernesto Palacio e Carlo Colombara al Teatro La Fenice e canta nel Requiem (Mozart) nella Basilica di San Marco.
Nel 1990 a Venezia è Guglielmo in Così fan tutte con Anna Caterina Antonacci e Michele Pertusi e Masetto in Don Giovanni al Teatro della Pergola di Firenze diretto da Zubin Mehta con Daniela Dessì, Carol Vaness, William Matteuzzi, Samuel Ramey e Desderi ed al Festival di Salisburgo diretto da Muti con i Wiener Philharmoniker, Ramey, la Gruberova e Ferruccio Furlanetto ed ottiene il premio “Giacomo Lauri Volpi”.
Nella stagione 1998/1999 canta Il turco in Italia e Così fan tutte al Teatro di San Carlo di Napoli; ha il ruolo del protagonista in Don Giovanni a Lisbona e ne La bohème al Teatro Comunale di Bologna.
La stagione successiva interpreta L'elisir d'amore alla Suntory Hall di Tokyo, nuovamente La Bohème al Teatro San Carlo di Napoli e Don Giovanni al New National Theatre di Tokyo e al Glyndebourne Festival, opera poi riproposta in altri teatri nel mondo.
Dopo ciò interpreta Le nozze di Figaro, ricoprendo il ruolo del protagonista Figaro, al Metropolitan Opera House, con James Levine, all'Opernhaus di Zurigo con Nikolaus Harnoncourt, al Teatro alla Scala con Riccardo Muti, alla Fenice di Venezia e alla Wiener Staatsoper.
In seguito è Guglielmo in Così fan tutte. Interpreta poi il Requiem di Mozart al Teatro La Fenice di Venezia; L'occasione fa il ladro a Colonia;  Il barbiere di Siviglia al Colon di Buenos Aires con la regia di Hugo de Ana; L'elisir d'amore, interpretando Dulcamara allo Staatsoper di Vienna e Belcore al Covent Garden; Il matrimonio segreto, coprendo il ruolo del Conte Robinson, a Bilbao; Rinaldo alla Fenice di Venezia e al Teatro Real di Madrid; The Rape of Lucretia al San Carlo di Napoli.
Nel 2013 è stato coinvolto, insieme ad altre personalità del mondo dello spettacolo e dell'imprenditoria, in un'inchiesta fiscale legata alla residenza nel principato di Monaco, a detta degli investigatori dichiarata allo scopo di eludere le imposte sul reddito.

## Discografia
- Il turco in Italia (G. Rossini)
- Werther (J. Massenet)
- Don Giovanni (W.A. Mozart)
- Arie di opere e concerti di Mozart
- Le nozze di Figaro (W.A. Mozart)
- La scala di seta (G. Rossini)
- L'occasione fa il ladro (G. Rossini)
- Il signor Bruschino (G. Rossini)
- L'inganno felice (G. Rossini)

## Filmografia
- Don Giovanni (W.A. Mozart)
- La bohème (G. Puccini)
- L'occasione fa il ladro (G. Rossini)